# Takatora Kondo
Takatora Kondo (近藤 高虎 Kondo Takatora?), född 28 september 1997 i Ehime prefektur, är en japansk fotbollsspelare.
Kondo började sin karriär 2020 i FC Imabari.